# Tipasa eubapta
Tipasa eubapta là một loài bướm đêm trong họ Noctuidae.